# Antoine-Joseph Buchwalder
 (février 2013).
Si vous disposez d'ouvrages ou d'articles de référence ou si vous connaissez des sites web de qualité traitant du thème abordé ici, merci de compléter l'article en donnant les références utiles à sa vérifiabilité et en les liant à la section « Notes et références ».
Antoine-Joseph Buchwalder, né le 17 avril 1792 à Delémont, mort le 1er juin 1883 à Delémont, est un ingénieur et topographe suisse, colonel du génie dans l'armée suisse,.

## Biographie
Fils de berger, il fut éduqué par le savant Jean-Amédée Watt. En 1815, il fut chargé des travaux de triangulation qui devaient se faire dans le canton du Jura. En 1822 fut publiée à Paris sa « Carte de l'ancien Évêché de Bâle » qui sera intégrée plus tard à la carte Dufour. C'est précisément pour établir cette carte de la Suisse, la carte Dufour, que Buchwalder fut appelé à parcourir la Confédération. En 1832, au sommet du Säntis, il fut blessé par la foudre alors que son collaborateur, Pierre Gobat, était tué à ses côtés.
Il devint inspecteur des routes du Jura. Il a laissé un projet de route reliant Delémont et Porrentruy par deux tunnels, l'un entre Glovelier et Montmelon, l'autre entre Saint-Ursanne et Courtemautruy, préfiguration de la Transjurane (A16). 
Colonel du génie dans l'armée suisse, il succéda comme quartier-maître général de la Confédération à Guillaume-Henri Dufour quand celui-ci fut nommé général en 1847. Il participa sous les ordres de Dufour à la campagne de la guerre du Sonderbund. 
Propriétaire d'immeubles à Montcroix et à Courtemelon, il finit sa vie dans le Jura et mourut en 1883.

## Mémoire
Une rue de Delémont porte le nom de Colonel-Buchwalder. Elle part de la Route de Domont, en direction du sud-ouest. Elle est aussi accessible à partir de la Rue Louis-Vautrey. C'est en 1948 qu'elle a reçu le nom de Rue du Colonel-Buchwalder.